# 九州・沖縄地方の史跡一覧
九州・沖縄地方の史跡一覧（きゅうしゅう・おきなわちほうのしせきいちらん）は、九州地方及び沖縄県にある史跡を一覧形式でまとめたものである。

## 福岡県
福岡県では、特別史跡5件を含む計95件が指定されている（2都道府県以上にまたがるもの2件（うち特別史跡1件）を含む）。

### 国指定
特別史跡
- 王塚古墳（おうづかこふん）〔嘉穂郡桂川町〕1952年3月29日
- 大野城跡（おおのじょうあと）〔太宰府市・糟屋郡宇美町・大野城市〕1952年3月31日
- 大宰府跡（だざいふあと）〔太宰府市〕1953年3月31日
- 水城跡（みずきあと）〔太宰府市・大野城市・春日市〕1953年3月31日
- 基肄（椽）城跡（きいじょうあと）〔佐賀県三養基郡基山町・福岡県筑紫野市〕

史跡
- 穴ヶ葉山古墳（あながはやまこふん）〔築上郡上毛町〕1939年9月7日
- 大ノ瀬官衙遺跡（だいのせかんがいせき）〔築上郡上毛町〕1998年12月8日
- 唐原山城跡（とうばるさんじょうあと）〔築上郡上毛町〕
- 友枝瓦窯跡（ともえだかわらがまあと）〔築上郡上毛町〕1922年10月12日
- 求菩提山（くぼてさん）〔豊前市・築上郡築上町〕2001年8月13日
- 船迫窯跡（ふなさこかまあと）〔築上郡築上町〕1999年1月28日
- 御所ヶ谷神籠石（ごしょがたにこうごいし）〔行橋市・京都郡みやこ町〕1953年11月14日
- 綾塚古墳（あやづかこふん）〔京都郡みやこ町〕1973年4月14日
- 橘塚古墳（たちばなづかこふん）〔京都郡みやこ町〕1970年6月26日
- 豊前国分寺跡（ぶぜんこくぶんじあと）〔京都郡みやこ町〕1976年7月15日
- 石塚山古墳（いしづかやまこふん）〔京都郡苅田町〕1985年1月31日
- 御所山古墳（ごしょやまこふん）〔京都郡苅田町〕1936年9月3日
- 英彦山（ひこさん）〔田川郡添田町〕2017年2月9日
- 古月横穴（ふるつきよこあな）〔鞍手郡鞍手町〕1932年10月19日
- 竹原古墳（たけはらこふん）〔宮若市〕1957年2月22日
- 鹿毛馬神籠石（かけのうまこうごいし）〔飯塚市〕1945年2月22日
- 大分廃寺塔跡（だいぶはいじとうあと）〔飯塚市〕1941年12月13日
- 桜京古墳（さくらきょうこふん）〔宗像市〕1976年3月31日
- 宗像神社境内（むなかたじんじゃけいだい）〔宗像市〕1971年4月22日
- 田熊石畑遺跡（たぐまいしはたけいせき）〔宗像市〕 2010年2月22日
- 津屋崎古墳群（つやざきこふんぐん）〔福津市〕
- 相島積石塚群（あいのしまつみいしづかぐん）〔糟屋郡新宮町〕2001年8月13日
- 首羅山遺跡（しゅらさんいせき）〔糟屋郡久山町〕2013年3月27日
- 光正寺古墳（こうしょうじこふん）〔糟屋郡宇美町〕1975年6月26日
- 七夕池古墳（たなばたいけこふん）〔糟屋郡志免町〕1975年6月26日
- 船原古墳（ふなばるこふん）〔古賀市〕2016年10月3日
- 板付遺跡（いたづけいせき）〔福岡市〕1976年6月21日
- 今宿古墳群（いまじゅくこふんぐん）〔福岡市〕2004年4月5日
  - 丸隈山古墳（まるくまやまこふん）
  - 大塚古墳（おおつかこふん）
  - 鋤崎古墳（すきさきこふん）
  - 飯氏二塚古墳（いいじふたつかこふん）
  - 兜塚古墳（かぶとづかこふん）
  - 山ノ鼻一号墳（やまのはないちごうふん）
  - 若八幡宮古墳（わかはちまんぐうこふん）
- 今山遺跡（いまやまいせき）〔福岡市〕1993年11月12日
- 金隈遺跡（かねのくまいせき）〔福岡市〕1972年5月17日
- 元寇防塁（げんこうぼうるい）〔福岡市〕1931年3月30日
- 鴻臚館跡（こうろかんあと）〔福岡市〕2004年9月30日
- 聖福寺境内（しょうふくじけいだい）〔福岡市〕1969年11月7日
- 野方遺跡（のかたいせき）〔福岡市〕1975年6月27日
- 比恵遺跡（ひえいせき）〔福岡市〕2001年8月13日
- 福岡城跡（ふくおかじょうあと）〔福岡市〕1957年8月29日
- 吉武高木遺跡（よしたけたかぎいせき）〔福岡市〕1993年10月4日
- 老司古墳（ろうじこふん）〔福岡市〕2000年12月20日
- 怡土城跡（いとじょうあと）〔糸島市〕1938年8月8日
- 釜塚古墳（かまつかこふん）〔糸島市〕1982年5月7日
- 志登支石墓群（しとしぼせきぐん）〔糸島市〕1954年3月20日
- 曽根遺跡群（そねいせきぐん）〔糸島市〕1982年10月4日
  - 平原遺跡（ひらばるいせき）
  - ワレ塚古墳（われづかこふん）
  - 銭瓶塚古墳（ぜにがめづかこふん）
  - 狐塚古墳（きつねづかこふん）
- 雷山神籠石（らいざんこうごいし）〔糸島市〕1932年3月25日
- 新町支石墓群（しんまちしせきぼぐん）〔糸島市〕2000年9月6日
- 三雲・井原遺跡（みくも・いはらいせき）〔糸島市〕2017年
- 銚子塚古墳（ちょうしづかこふん）〔糸島市〕1957年8月29日
- 須玖岡本遺跡（すぐおかもといせき）〔春日市〕1986年6月24日
- 日拝塚古墳（ひはいづかこふん）〔春日市〕1976年2月24日
- 牛頸須恵器窯跡（うしくびすえきかまあと）〔大野城市〕2009年2月12日
- 観世音寺境内及び子院跡附老司瓦窯跡（かんぜおんじけいだいおよびしいんあと つけたり ろうじかわらがまあと）〔福岡市南区・太宰府市〕1970年9月21日
- 国分瓦窯跡（こくぶかわらがまあと）〔太宰府市〕1922年10月12日
- 大宰府学校院跡（だざいふがっこういんあと）〔太宰府市〕1970年9月21日
- 筑前国分寺跡（ちくぜんこくぶんじあと）〔太宰府市〕1922年10月12日
- 宝満山（ほうまんざん）〔太宰府市・筑紫野市〕2013年10月17日
- 阿志岐山城跡（あしきさんじょうあと）〔筑紫野市〕
- 五郎山古墳（ごろうやまこふん）〔筑紫野市〕1949年7月13日
- 塔原塔跡（とうのはるとうあと）〔筑紫野市〕1939年9月7日
- 安徳台遺跡（あんとくだいいせき）〔那珂川市〕官報告知後に正式指定となる。
- 仙道古墳（せんどうこふんぐん）〔朝倉郡筑前町〕1978年5月6日
- 焼ノ峠古墳（やけのとうげこふん）〔朝倉郡筑前町〕1975年2月13日
- 小田茶臼塚古墳（おたちゃうすづかこふん）〔朝倉市〕1979年9月4日
- 杷木神籠石（はきこうごいし）〔朝倉市〕1972年12月9日
- 平塚川添遺跡（ひらつかかわぞえいせき）〔朝倉市〕1994年5月19日
- 堀川用水及び朝倉揚水車（ほりかわようすいおよびあさくらようすいしゃ）〔朝倉市〕1990年7月4日
- 楠名・重定古墳（くすみょう・しげさだこふん）〔うきは市〕1922年3月8日
- 塚花塚古墳（つかはなづかこふん）〔うきは市〕1922年10月12日
- 日岡古墳（ひのおかこふん）〔うきは市〕1928年2月7日
- 屋形古墳群（やかたこふんぐん）〔うきは市〕1953年3月31日
  - 珍敷塚古墳（めずらしづかこふん）
  - 鳥船塚古墳（とりふねづかこふん）
  - 古畑古墳（ふるはたこふん）
  - 原古墳（はるこふん）
- 下高橋官衙遺跡（しもたかはしかんがいせき）〔三井郡大刀洗町〕1998年1月8日
- 小郡官衙遺跡群（おごおりかんがいせきぐん）〔小郡市〕1971年12月23日
  - 小郡官衙遺跡（おごおりかんがいせき）
  - 上岩田遺跡（かみいわたいせき）
- 安国寺甕棺墓群（あんこくじかめかんぼぐん）〔久留米市〕1980年11月26日
- 浦山古墳（うらやまこふん）〔久留米市〕1951年6月9日
- 御塚・権現塚古墳（おんつか・ごんげんづかこふん）〔久留米市〕1931年10月21日
- 高良山神籠石（こうらさんこうごいし）〔久留米市〕1953年11月14日
- 下馬場古墳（しもばばこふん）〔久留米市〕1944年11月7日
- 高山彦九郎墓（たかやまひこくろうのはか）〔久留米市〕1942年7月21日
- 田主丸古墳群（たぬしまるこふんぐん）〔久留米市〕1968年6月11日
  - 田主丸大塚古墳（たぬしまるおおつかこふん）
  - 寺徳古墳（じとくこふん）
  - 中原狐塚古墳（なかばるきつねづかこふん）
  - 西館古墳（にしのたてこふん）
- 筑後国府跡（ちくごこくふあと）〔久留米市〕1996年3月26日
- 日輪寺古墳（にちりんじこふん）〔久留米市〕1922年3月8日
- 八女古墳群（やめこふんぐん）〔八女市・八女郡広川町〕1978年3月24日
  - 乗場古墳（のりばこふん）
  - 石人山古墳（せきじんざんこふん）
  - 岩戸山古墳（いわとやまこふん）
  - 善蔵塚古墳（ぜんぞうづかこふん）
  - 弘化谷古墳（こうかだにこふん）
  - 丸山塚古墳（まるやまづかこふん）
  - 丸山古墳（まるやまこふん）
  - 茶臼塚古墳（ちゃうすづかこふん）
- 石神山古墳（せきじんざんこふん）〔みやま市〕1976年2月6日
- 女山神籠石（ぞやまこうごいし）〔みやま市〕1953年11月14日
- 潜塚古墳（くぐりづかこふん）〔大牟田市〕1977年2月17日
- 萩ノ尾古墳（はぎのおこふん）〔大牟田市〕1961年4月5日
- 三井三池炭鉱跡（みついみいけたんこうあと）〔福岡県・熊本県〕2000年1月19日（世界遺産「明治日本の産業革命遺産 製鉄・製鋼、造船、石炭産業」の構成資産）
  - 宮原坑跡（みやのはらこうあと）〔福岡県大牟田市〕
  - 万田坑跡（まんだこうあと）〔熊本県荒尾市〕
  - 専用鉄道敷跡（せんようてつどうじきあと）
  - 旧長崎税関三池税関支署（きゅうながさきぜいかんみいけぜいかんししょ）
- 安徳大塚古墳（あんとくおおつかこふん）〔那珂川町〕2016年3月7日
- 阿恵官衙遺跡（あえかんがいせき）〕〔粕屋町〕2020年3月10日
- 久留米藩主有馬家墓所（くるめはんしゅありまけぼしょ）〔久留米市〕2020年12月12日

### 県指定
福岡県指定史跡については福岡県指定文化財一覧#史跡を参照のこと。

## 佐賀県
佐賀県では、特別史跡3件を含む計25件が指定されている（2都道府県以上にまたがる特別史跡1件を含む）。

### 国指定
特別史跡
- 基肄城（基椽城）跡（きいじょうあと）〔佐賀県三養基郡基山町・福岡県筑紫野市〕
- 吉野ヶ里遺跡（よしのがりいせき）〔神埼市・神埼郡吉野ヶ里町〕
- 名護屋城跡 並 陣跡（なごやじょうあと ならびに じんあと）〔唐津市・東松浦郡玄海町〕

史跡
- 勝尾城筑紫氏遺跡（かつのおじょうちくししいせき）〔鳥栖市〕
- 田代太田古墳（たしろおおたこふん）〔鳥栖市〕
- 安永田遺跡（やすながたいせき）〔鳥栖市〕
- 帯隈山神籠石（おぶくまやまこうごいし）〔佐賀市・神埼市〕
- 大隈重信旧宅（おおくましげのぶきゅうたく）〔佐賀市〕
- 銚子塚古墳（ちょうしづかこふん）〔佐賀市〕
- 西隈古墳（にしくまこふん）〔佐賀市〕
- 肥前国庁跡（ひぜんこくちょうあと）〔佐賀市〕
- 三重津海軍所跡（みえつかいぐんしょあと）〔佐賀市〕
- 東名遺跡（ひがしみょういせき）〔佐賀市〕2016年10月3日
- 姉川城跡（あねがわじょうあと）〔神埼市〕 2010年2月22日
- 土生遺跡（はぶいせき）〔小城市〕
- 多久聖廟（たくせいびょう）〔多久市〕
- おつぼ山神籠石（おつぼやまこうごいし）〔武雄市〕
- 肥前陶器窯跡（ひぜんとうきかまあと）〔武雄市・唐津市・多久市〕
- 柿右衛門窯跡（かきえもんかまあと）〔西松浦郡有田町〕
- 肥前磁器窯跡（ひぜんじきかまあと）〔西松浦郡有田町・武雄市・嬉野市〕
  - 天狗谷窯跡（てんぐだにかまあと）
  - 山辺田窯跡（やんべたかまあと）
  - 原明窯跡（はらあけかまあと）
  - 百間窯跡（ひゃっけんかまあと）
  - 泉山磁石場跡（いずみやまじせきばあと）
  - 不動山窯跡（ふどうやまかまあと）
- 大川内鍋島窯跡（おおかわちなべしまかまあと）〔伊万里市〕
- 谷口古墳（たにぐちこふん）〔唐津市〕
- 菜畑遺跡（なばたけいせき）〔唐津市〕
- 葉山尻支石墓群（はやまじりしせきぼぐん）〔唐津市〕
- 横田下古墳（よこたしもこふん）〔唐津市〕

### 県指定
佐賀県指定史跡については佐賀県指定文化財一覧#史跡を参照のこと。

## 長崎県
長崎県では、特別史跡2件を含む計32件が指定されている。

### 国指定
特別史跡
- 金田城跡（かねだじょうあと）〔対馬市〕
- 原の辻遺跡（はるのつじいせき）〔壱岐市〕
- 福井洞窟（ふくいどうくつ）〔佐世保市吉井町〕

史跡
- 金石城跡（かねいしじょうあと）〔対馬市〕
- 清水山城跡（しみずやまじょうあと）〔対馬市〕
- 対馬藩主宗家墓所（つしまはんしゅそうけぼしょ）〔対馬市〕
- 塔の首遺跡（とうのくびいせき）〔対馬市〕
- 根曽古墳群（ねそこふんぐん）〔対馬市〕
- 矢立山古墳群（やたてやまこふんぐん）〔対馬市〕
- 壱岐古墳群（いきこふんぐん）〔壱岐市〕
- 勝本城跡（かつもとじょうあと）〔壱岐市〕
- 平戸和蘭商館跡（ひらどおらんだしょうかんあと）〔平戸市〕
- 大野台支石墓群（おおのだいしせきぼぐん）〔佐世保市鹿町町〕
- 泉福寺洞窟（せんぷくじどうくつ）〔佐世保市瀬戸越〕
- 肥前波佐見陶磁器窯跡（ひぜんはさみとうじきかまあと）〔東彼杵郡波佐見町〕2000年5月19日
- 大村藩主大村家墓所（おおむらはんしゅおおむらけぼしょ）〔大村市〕
- 大浦天主堂境内（おおうらてんしゅどうけいだい）〔長崎市〕2012年9月19日
- 小菅修船場跡（こすげしゅうせんばあと）〔長崎市〕（「明治日本の産業革命遺産 製鉄・製鋼、造船、石炭産業」の構成資産）
- シーボルト宅跡（しーぼるとたくあと）〔長崎市鳴滝町〕
- 高島秋帆旧宅（たかしましゅうはんきゅうたく）〔長崎市〕
- 出島和蘭商館跡（でじまおらんだしょうかんあと）〔長崎市出島町〕
- 長崎台場跡 魚見岳台場跡（ながさきだいばあと・うおみだけだいばあと）〔長崎市〕
- 曲崎古墳群（まがりざきこふんぐん）〔長崎市〕
- 高島炭鉱跡（たかしまたんこうあと）〔長崎市〕2014年10月6日
  - 高島北渓井坑跡（ほっけいせいこうあと）
  - 中ノ島炭坑跡（なかのしまたんこうあと）
  - 端島炭坑跡（はしまたんこうあと）
- 長崎原爆遺跡（ながさきげんばくいせき）〔長崎市〕2016年10月3日
- ホゲット石鍋製作遺跡（ほげっといしなべせいさくいせき）〔西海市〕
- 吉利支丹墓碑（きりしたんぼひ）〔南島原市〕
- 原城跡（はらじょうあと）〔南島原市〕
- 原山支石墓群（はらやましせきぼぐん）〔南島原市〕
- 日野江城跡（ひのえじょうあと）〔南島原市〕
- 旧島原藩薬園跡（きゅうしまばらはんやくえんあと）〔島原市〕
- 鷹島神崎遺跡（たかしまこうざきいせき）〔松浦市〕

### 県指定
長崎県指定史跡については長崎県指定文化財一覧#史跡を参照のこと。

## 熊本県
熊本県では、特別史跡1件を含む計39件が指定されている（2都道府県以上にまたがる史跡1件を含む）。

### 国指定
特別史跡
- 熊本城跡（くまもとじょうあと）〔熊本市〕

史跡
- 三井三池炭鉱跡（みついみいけたんこうあと）〔福岡県・熊本県〕2000年1月19日（「明治日本の産業革命遺産 製鉄・製鋼、造船、石炭産業」の構成資産）
  - 宮原坑跡（みやのはらこうあと）〔福岡県大牟田市〕
  - 万田坑跡（まんだこうあと）〔熊本県荒尾市〕
  - 専用鉄道敷跡（せんようてつどうじきあと）
  - 旧長崎税関三池税関支署（きゅうながさきぜいかんみいけぜいかんししょ）
- 石貫ナギノ横穴群（いしぬきなぎのよこあなぐん）〔玉名市〕
- 石貫穴観音横穴（いしぬきあなかんのんよこあな）〔玉名市〕
- 永安寺東古墳・永安寺西古墳（えいあんじひがしこふん・えいあんじにしこふん）〔玉名市〕
- 大坊古墳（だいぼうこふん）〔玉名市〕
- 豊前街道（ぶぜんかいどう）〔玉名郡南関町〕
  - 南関御茶屋跡（なんかんおちゃやあと）
  - 腹切坂（はらきりざか）
- 江田穴観音古墳（えたあなかんのんこふん）〔玉名郡和水町〕
- 江田船山古墳 附 塚坊主古墳・虚空蔵塚古墳（えたふなやまこふん つけたり つかぼうずこふん・こくんぞうづかこふん）〔玉名郡和水町〕
- 田中城跡（たなかじょうあと）〔玉名郡和水町〕2002年3月19日
- 岩原古墳群（いわばるこふんぐん）〔山鹿市〕
- 方保田東原遺跡（かとうだひがしばるいせき）〔山鹿市〕
- 隈部氏館跡（くまべしやかたあと）〔山鹿市〕
- 方保田東原遺跡（かとうだひがしばるいせき）〔山鹿市〕
- チブサン・オブサン古墳（ちぶさん・おぶさんこふん）〔山鹿市〕1922年10月12日
- 鍋田横穴（なべたよこあな）〔山鹿市〕
- 弁慶ヶ穴古墳（べんけいがあなこふん）〔山鹿市〕
- 鞠智城跡（きくちじょうあと）〔菊池市、山鹿市〕2004年2月27日
- 二子山石器製作遺跡（ふたごやませっきせいさくいせき）〔合志市〕1972年3月23日
- 西南戦争遺跡（せいなんせんそういせき）〔熊本市北区・玉名郡玉東町〕
- 釜尾古墳（かまおこふん）〔熊本市〕
- 熊本藩川尻米蔵跡（くまもとはんかわしりこめぐらあと）〔熊本市〕
- 熊本藩主細川家墓所（くまもとはんしゅほそかわけぼしょ）〔熊本市〕
- 水前寺成趣園（すいぜんじじょうじゅいん）〔熊本市〕
- 千金甲古墳（甲号）（せごんこうこふん（こうごう））〔熊本市〕
- 千金甲古墳（乙号）（せごんこうこふん（おつごう））〔熊本市〕
- 池辺寺跡（ちへんじあと）〔熊本市〕
- 堅志田城跡（かたしだじょうあと）〔下益城郡美里町〕2006年1月26日
- 阿高・黒橋貝塚（あだか・くろばしかいづか）〔熊本市〕
- 御領貝塚（ごりょうかいづか）〔熊本市〕
- 塚原古墳群（つかはらこふんぐん）〔熊本市〕1976年12月27日
- 井寺古墳（いでらこふん）〔上益城郡嘉島町〕
- 宇土城跡（うとじょうあと）〔宇土市〕1979年3月12日
- 小田良古墳（おだらこふん）〔宇城市〕
- 富岡吉利支丹供養碑（とみおかきりしたんくようひ）〔天草郡苓北町〕
- 野津古墳群（のづこふんぐん）〔八代郡氷川町〕
- 佐敷城跡（さしきじょうあと）〔葦北郡芦北町〕2008年3月28日
- 大村横穴群（おおむらよこあなぐん）〔人吉市〕
- 人吉城跡（ひとよしじょうあと）〔人吉市〕1961年9月2日
- 棚底城跡（たなそこじょうあと）〔天草市〕
- 八代城跡群（やつしろしろあとぐん）〔八代市〕2014年3月18日

### 県指定
熊本県指定史跡については熊本県指定文化財一覧#県史跡を参照のこと。

## 大分県
大分県では、特別史跡1件を含む計40件が指定されている。

### 国指定
特別史跡
- 臼杵磨崖仏 附 日吉塔、嘉応二年在銘五輪塔、承安二年在銘五輪塔（うすきまがいぶつ つけたり ひよしとう、かおう2ねんざいめいごりんとう、じょうあん2ねんざいめいごりんとう）〔臼杵市〕1934年1月22日

史跡
- 福沢諭吉旧居（ふくざわゆきちきゅうきょ）〔中津市〕1971年6月22日
- 長者屋敷官衙遺跡（ちょうじゃやしきかんがいせき）〔中津市〕2010年2月22日
- 宇佐神宮境内（うさじんぐうけいだい）〔宇佐市〕1986年2月25日
- 川部・高森古墳群（かわべ・たかもりこふんぐん）〔宇佐市〕1980年3月24日 - 宇佐風土記の丘
- 葛原古墳（くずはらこふん）〔宇佐市〕1957年11月28日
- 法鏡寺廃寺跡（ほうきょうじはいじあと）〔宇佐市〕1978年3月14日
- 四日市横穴群（よっかいちよこあなぐん）〔宇佐市〕1957年11月28日
- 安国寺集落遺跡（あんこくじしゅうらくいせき）〔国東市〕1992年4月3日
- 鬼塚古墳（おにづかこふん）〔国東市〕1957年11月28日
- 熊野磨崖仏 附 元宮磨崖仏及び鍋山磨崖仏（くまのまがいぶつ つけたり もとみやまがいぶつ および なべやままがいぶつ）〔豊後高田市〕1955年2月15日
- 富貴寺境内（ふきじけいだい）〔豊後高田市〕2013年10月17日
- 三浦梅園旧宅（みうらばいえんきゅうたく）〔国東市〕1959年5月13日
- 小熊山古墳・御塔山古墳（こぐまやまこふん・おとうやまこふん）〔杵築市〕2017年2月9日
- 鬼ノ岩屋・実相寺古墳群（おにのいわや・じっそうじこふんぐん）〔別府市〕1957年11月28日、2017年2月9日追加指定・名称変更
- 大分元町石仏（おおいたもとまちせきぶつ）〔大分市〕1934年1月22日
- 大友氏遺跡（おおともしいせき）〔大分市〕2001年8月13日
- 亀塚古墳（かめづかこふん）〔大分市〕1996年3月28日
- 高瀬石仏（たかせせきぶつ）〔大分市〕1934年1月22日
- 千代丸古墳（ちよまるこふん）〔大分市〕1934年5月1日
- 築山古墳（つきやまこふん）〔大分市〕1936年9月3日
- 古宮古墳（ふるみやこふん）〔大分市〕1983年5月11日
- 豊後国分寺跡（ぶんごこくぶんじあと）〔大分市〕1933年2月28日
- 横尾貝塚（よこおかいづか）〔大分市〕2009年2月12日
- 犬飼石仏（いぬかいせきぶつ）〔豊後大野市〕1924年1月22日
- 岩戸遺跡（いわといせき）〔豊後大野市〕1981年3月31日
- 緒方宮迫西石仏（おがたみやさこにしせきぶつ）〔豊後大野市〕1934年1月22日
- 緒方宮迫東石仏（おがたみやさこひがしせきぶつ）〔豊後大野市〕1934年1月22日
- 菅尾石仏（すがおせきぶつ）〔豊後大野市〕1934年1月22日
- 岡藩主中川家墓所（おかはんしゅなかがわけぼしょ）〔竹田市・豊後大野市〕1997年9月2日
- 岡城跡（おかじょうあと）〔竹田市〕1936年12月16日
- 旧竹田荘 附 田能村竹田墓（きゅうちくでんそう つけたり たのむらちくでんのはか）〔竹田市〕1948年1月14日
- 七ツ森古墳群（ななつもりこふんぐん）〔竹田市〕1959年5月13日
- 下山古墳（しもやまこふん）〔臼杵市〕1957年7月10日
- 角牟礼城跡（つのむれじょうあと）〔玖珠郡玖珠町〕2005年3月2日
- 穴観音古墳（あなかんのんこふん）〔日田市〕1933年2月28日
- 小迫辻原遺跡（おざこつじばるいせき）〔日田市〕1996年10月31日
- ガランドヤ古墳（がらんどやこふん）〔日田市〕1993年10月13日
- 咸宜園跡（かんぎえんあと）〔日田市〕1932年7月23日
- 廣瀬淡窓旧宅及び墓（ひろせたんそうきゅうたくおよびはか）〔日田市〕1948年1月14日
- 法恩寺山古墳群（ほうおんじやまこふんぐん）〔日田市〕1959年5月13日

### 県指定
大分県指定史跡については大分県指定文化財一覧#史跡を参照のこと。

## 宮崎県
宮崎県では、特別史跡1件を含む計23件が指定されている。

### 国指定
特別史跡
- 西都原古墳群（さいとばるこふんぐん）〔西都市〕1934年（昭和9年）5月1日

史跡
- 南方古墳群（みなみかたこふんぐん）〔延岡市〕1943年（昭和18年）9月8日
- 川南古墳群（かわみなみこふんぐん）〔児湯郡川南町〕1961年（昭和36年）2月25日
- 宗麟原供養塔（そうりんばるくようとう）〔児湯郡川南町〕1933年（昭和8年）2月28日
- 持田古墳群（もちだこふんぐん）〔児湯郡高鍋町〕1961年（昭和36年）2月25日
- 新田原古墳群（にゅうたばるこふんぐん）〔児湯郡新富町・西都市〕1944年（昭和19年）11月13日
- 常心塚古墳（じょうしんづかこふん）〔西都市〕1980年（昭和55年）3月24日
- 千畑古墳（ちばたけこふん）〔西都市〕1934年（昭和9年）5月1日
- 茶臼原古墳群（ちゃうすばるこふんぐん）〔西都市〕1973年（昭和48年）8月18日
- 都於郡城跡（とのこおりじょうあと）〔西都市〕2000年（平成12年）9月6日
- 日向国府跡（ひゅうがこくふあと）〔西都市〕2005年（平成17年）7月14日
- 日向国分寺跡（ひゅうがこくぶんじあと）〔西都市〕2011年（平成23年）9月21日
- 松本塚古墳（まつもとづかこふん）〔西都市〕1944年（昭和19年）3月7日
- 本庄古墳群（ほんじょうこふんぐん）〔東諸県郡国富町〕1934年（昭和9年）8月9日
- 生目古墳群（いきめこふんぐん）〔宮崎市〕1943年（昭和18年）9月8日
- 佐土原城跡（さどわらじょうあと）〔宮崎市〕2004年（平成16年）9月30日
- 蓮ヶ池横穴群（はすがいけよこあなぐん）〔宮崎市〕1971年（昭和46年）7月17日
- 穆佐城跡（むかさじょうあと）〔宮崎市〕2002年（平成14年）3月19日
- 本野原遺跡（もとのばるいせき）〔宮崎市〕2004年（平成16年）9月30日
- 安井息軒旧宅（やすいそくけんきゅうたく）〔宮崎市〕1979年（昭和54年）5月22日
- 今町一里塚（いままちいちりづか）〔都城市〕1935年（昭和10年）12月24日
- 大島畠田遺跡（おおしまはたけだいせき）〔都城市〕2002年（平成14年）3月19日
- 中ノ尾供養碑（なかのおくようひ）〔日南市〕1934年（昭和9年）8月9日

### 県指定
宮崎県指定史跡については宮崎県指定文化財一覧#史跡を参照のこと。

## 鹿児島県
鹿児島県では、27件が指定されている。

### 国指定
史跡
- 佐多旧薬園（さたきゅうやくえん）〔肝属郡南大隅町〕1932年（昭和7年）10月19日
- 高山城跡（こうやまじょうあと）〔肝属郡肝付町〕1945年（昭和20年）2月22日
- 塚崎古墳群（つかさきこふんぐん）〔肝属郡肝付町〕1945年（昭和20年）2月22日
- 唐仁古墳群（とうじんこふんぐん）〔肝属郡東串良町〕1934年（昭和9年）1月22日
- 横瀬古墳（よこせこふん）〔曽於郡大崎町〕1943年（昭和18年）9月8日
- 志布志城跡（しぶしじょうあと）〔志布志市〕2005年（平成17年）7月14日
- 上野原遺跡（うえのはらいせき）〔霧島市〕1999年（平成11年）1月14日
- 大隅国分寺跡附宮田ヶ岡瓦窯跡（おおすみこくぶんじあとつけたりみやたがおかかわらかまあと）〔霧島市国分中央〕1921年（大正10年）3月3日
- 隼人塚（はやとづか）〔霧島市隼人町内山田〕1921年（大正10年）3月3日
- 南浦文之墓（なんぼぶんしのはか）〔姶良市加治木町反土〕1936年（昭和11年）9月3日
- 大口筋（おおくちすじ）〔鹿児島市、姶良市〕2006年（平成18年）7月28日
  - 白銀坂（しらかねざか）
  - 龍門司坂（たつもんじざか）
- 鹿児島紡績所跡（かごしまぼうせきしょあと）〔鹿児島市吉野町〕1959年（昭和34年）2月25日
- 旧集成館（きゅうしゅうせいかん）〔鹿児島市吉野町〕1959年（昭和34年）2月25日 - 尚古集成館（「明治日本の産業革命遺産 製鉄・製鋼、造船、石炭産業」の構成資産）
  - 附寺山炭窯跡（つけたりてらやますみがまあと）
  - 関吉の疎水溝（せきよしのそすいこう）
- 桂菴墓（けいあんのはか）〔鹿児島市伊敷二丁目〕1936年（昭和11年）9月3日
- 城山（しろやま）〔鹿児島市城山町〕1931年（昭和6年）6月3日
- 知覧城跡（ちらんじょうあと）〔南九州市〕1993年（平成5年）5月7日
- 指宿橋牟礼川遺跡（いぶすきはしむれがわいせき）〔指宿市十二町〕1924年（大正13年）12月9日
- 栫ノ原遺跡（かこいのはらいせき）〔南さつま市加世田村原〕1997年（平成9年）3月11日
- 清色城跡（きよしきじょうあと）〔薩摩川内市入来町浦之名〕2004年（平成16年）9月30日
- 薩摩国分寺跡（さつまこくぶんじあと）〔薩摩川内市国分寺町〕1944年（昭和19年）11月13日
- 鹿児島島津家墓所（かごしましまづけぼしょ）〔鹿児島市・指宿市・垂水市・姶良市・薩摩郡さつま町〕2020年（令和2年）3月10日
- 広田遺跡（ひろたいせき）〔熊毛郡南種子町〕2008年（平成20年）3月28日
- 赤木名城跡（あかきなじょうあと）〔奄美市〕2009年（平成21年）2月12日
- 宇宿貝塚（うしゅくかいづか）〔奄美市〕1986年（昭和61年）10月7日
- 小湊フワガネク遺跡（こみなと-いせき）〔奄美市〕
- 徳之島カムィヤキ陶器窯跡（とくのしまかむぃやきとうきかまあと）〔大島郡伊仙町〕2007年（平成19年）2月6日
- 面縄貝塚（おもなわかいづか）〔大島郡伊仙町〕2017年（平成29年）2月9日
- 住吉貝塚（すみよしかいづか）〔大島郡知名町〕2007年（平成19年）7月26日

### 県指定
鹿児島県指定史跡については鹿児島県指定文化財一覧#史跡を参照のこと。

## 沖縄県
沖縄県では、39件が指定されている。なお、おおむね北から南に向けて配列した。

### 国指定
史跡
- 宇佐浜遺跡（うざはまいせき）〔国頭郡国頭村〕1972年（昭和47年）5月15日
- 今帰仁城跡 附シイナ城跡（なきじんじょうあと つけたりしいなじょうあと）〔国頭郡今帰仁村〕1972年（昭和47年）5月15日（世界遺産「琉球王国のグスク及び関連遺産群」の構成資産）
- 仲泊遺跡（なかどまりいせき）〔国頭郡恩納村〕1975年（昭和50年）4月7日
- 国頭方西海道（くにがみほうせいかいどう）〔国頭郡恩納村〕2004年（平成16年）9月30日
- 山田城跡（やまだじょうせき）〔国頭郡恩納村〕2008年4月1日
- 具志原貝塚（ぐしばるかいづか）〔国頭郡伊江村〕1986年（昭和61年）6月9日
- 座喜味城跡（ざきみじょうあと）〔中頭郡読谷村〕1972年（昭和47年）5月15日（「琉球王国のグスク及び関連遺産群」の構成資産）
- 木綿原遺跡（もめんばるいせき）〔中頭郡読谷村〕 1978年（昭和53年）11月15日
- 安慶名城跡（あげなじょうあと）〔うるま市字安慶名〕1972年（昭和47年）5月15日
- 伊波貝塚（いはかいづか）〔うるま市石川字伊波〕1972年（昭和47年）5月15日
- 仲原遺跡（なかばるいせき）〔うるま市与那城〕1986年（昭和61年）8月16日
- 勝連城跡（かつれんじょうあと）〔うるま市勝連〕1972年（昭和47年）5月15日（「琉球王国のグスク及び関連遺産群」の構成資産）
- 荻堂貝塚（おぎどうかいづか）〔中頭郡北中城村〕1972年（昭和47年）5月15日
- 中城城跡（なかぐすくじょうあと）〔中頭郡北中城村・中城村〕1972年（昭和47年）5月15日（「琉球王国のグスク及び関連遺産群」の構成資産）
- 中城ハンタ道（なかぐすくハンタみち）〔中頭郡中城村〕
- 伊礼原遺跡（いれいばるいせき）〔中頭郡北谷町〕 2010年（平成22年）2月22日
- 大山貝塚（おおやまかいづか）〔宜野湾市大山〕1972年（昭和47年）5月15日
- 浦添城跡（うらぞえじょうあと）〔浦添市字仲間上原～字当山東り原 〕1989年（平成元年）8月11日
- 中頭方西海道及び普天満参詣道（なかがみほうせいかいどうおよびふてんまさんけいみち）〔浦添市〕2012年9月19日
- 内間御殿（うちまうどぅん）〔中頭郡西原町〕2011年（平成23年）2月7日
- 円覚寺跡（えんかくじあと）〔那覇市首里〕1972年（昭和47年）5月15日
- 首里城跡（しゅりじょうあと）〔那覇市首里〕1972年（昭和47年）5月15日（「琉球王国のグスク及び関連遺産群」の構成資産）
- 末吉宮跡（すえよしぐうあと）〔那覇市首里〕1972年（昭和47年）5月15日
- 玉陵（たまうどぅん）〔那覇市首里〕1972年（昭和47年）5月15日（「琉球王国のグスク及び関連遺産群」の構成資産）
- 銘苅墓跡群（めかるはかあとぐん）〔那覇市銘苅〕2007年（平成19年）7月26日
- 島添大里城跡（しましーおおざとじょうあと）〔南城市大里〕
- 斎場御嶽（せいふぁーうたき）〔南城市知念〕1972年（昭和47年）5月15日（「琉球王国のグスク及び関連遺産群」の構成資産）
- 知念城跡（ちねんじょうあと）〔南城市知念〕1972年（昭和47年）5月15日
- 玉城城跡（たまぐすくじょうあと）〔南城市玉城〕1987年（昭和62年）8月21日
- 糸数城跡（いとかずじょうあと）〔南城市玉城〕1972年（昭和47年）5月15日
- 具志川城跡（ぐしかわじょうあと）〔糸満市喜屋武〕1972年（昭和47年）5月15日
- 宇江城城跡（うえぐすくじょうあと）〔島尻郡久米島町〕2009年（平成21年）7月23日
- 具志川城跡（ぐしかわじょうあと）〔島尻郡久米島町〕1975年（昭和50年）12月10日
- 北大東島燐鉱山遺跡（きただいとうじまりんこうざんいせき）〔島尻郡北大東村〕2017年（平成27年）2月9日
- 先島諸島火番盛（さきしましょとうひばんむい）〔宮古島市、石垣市、宮古郡多良間村、八重山郡竹富町、八重山郡与那国町〕2007年（平成19年）3月23日
- 大和井（やまとがー）〔宮古島市平良字西仲宗根〕1992年（平成4年）12月18日
- 川平貝塚（かびらかいづか）〔石垣市川平〕1972年（昭和47年）5月15日
- フルスト原遺跡（ふるすとばるいせき）〔石垣市大浜〕1978年（昭和53年）3月3日
- 下田原城跡（しもたばるじょうあと）〔八重山郡竹富町〕2003年（平成15年）3月25日

### 県指定
沖縄県指定史跡については沖縄県指定文化財一覧#史跡を参照のこと。